# Sauber C29
Sauber C29 (také známý jako BMW Sauber C29 ) byl vůz Formule 1, se kterým závodil tým BMW Sauber F1 v sezóně 2010. Vůz byl odhalen 31. ledna na okruhu Ricardo Torno ve Valencii.

## Design
Podvozek navrhli Willy Rampf, Christoph Zimmermann, Pierre Waché a Seamus Mullarkey, přičemž vůz byl poháněn zákaznickým motorem Ferrari.
V Austrálii Sauber oznámil plány provozovat svůj vůz se systémem F-duct, podobným verzi používané na McLarenu MP4-25, ve volných trénincích.

## Závodní historie
Na začátku sezóny auto vykazovalo velmi špatnou spolehlivost a až v sedmém závodě sezóny tým získal bod, když Kamui Kobajaši obsadil 10. místo v Turecku. Ve druhé polovině sezóny se vůz postupně zlepšoval na velmi slušnou úroveň a tým zakončil sezónu se 44 body a obsadil osmé místo v poháru konstruktérů.

## Sponzoři a zbarvení

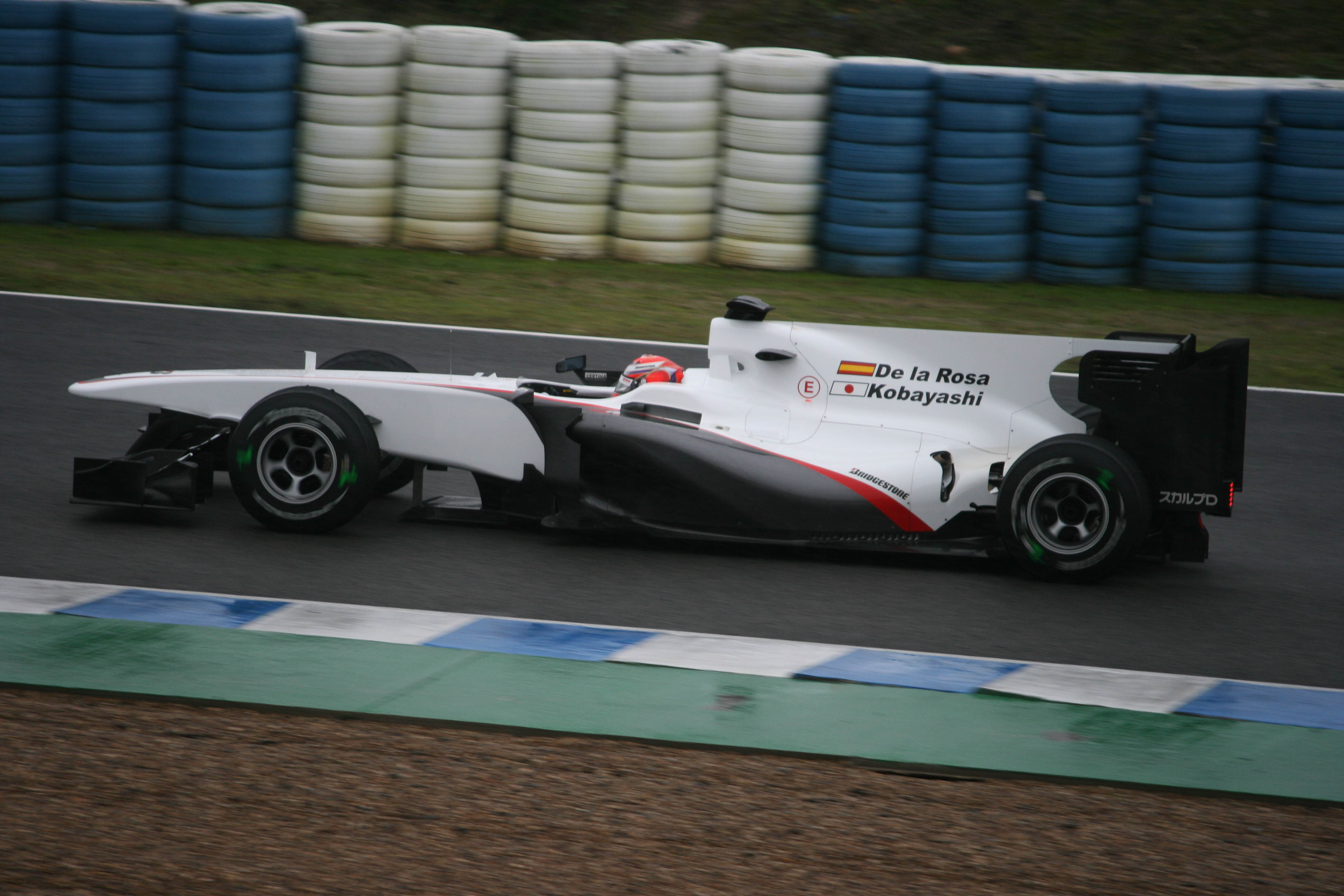
Kamui Kobajaši jedoucí v C29 v barvách bez sponzorů během předsezónního testování v Jerezu

Vůz C29 se potýkal s nedostatkem hlavních sponzorů. Během odhalení a prvního testu měl na sobě pouze barvy týmu, jména jezdců a vlajky. Během třetího předsezónní testovacího týdne se jména přesunula a na krytu motoru se objevila zpráva „Uvidíme se v Bahrajnu 12.–14. března“. Na začátku sezóny 2010 neměl vůz žádné sponzory, pouze jméno jezdce a národnost na šasi. Během roku tým získal sponzory, včetně Burger King ,スカルプ D Scalp D, TAKATA, Certina, BRIDESTONE, Onegai My Melody, MITSUBISHI ELECTRIC & Converse.

## Kompletní výsledky ve Formuli 1
| Legenda k tabulce | Legenda k tabulce                                                                       |
| Barva             | Výsledek                                                                                |
| ----------------- | --------------------------------------------------------------------------------------- |
| Zlatá             | Vítěz                                                                                   |
| Stříbrná          | 2. místo                                                                                |
| Bronzová          | 3. místo                                                                                |
| Zelená            | Bodované umístění                                                                       |
| Modrá             | Nebodované umístění                                                                     |
| Modrá             | Dokončil neklasifikován (NC)                                                            |
| Fialová           | Odstoupil (Ret)                                                                         |
| Červená           | Nekvalifikoval se (DNQ)                                                                 |
| Červená           | Nepředkvalifikoval se (DNPQ)                                                            |
| Černá             | Diskvalifikován (DSQ)                                                                   |
| Bílá              | Nestartoval (DNS)                                                                       |
| Bílá              | Závod zrušen (C)                                                                        |
| Světle modrá      | Pouze trénoval (PO)                                                                     |
| Světle modrá      | Páteční testovací jezdec (TD)                                                           |
| Bez barvy         | Netrénoval (DNP)                                                                        |
| Bez barvy         | Vyřazen (EX)                                                                            |
| Bez barvy         | Nepřijel (DNA)                                                                          |
| Bez barvy         | Odvolal účast (WD)                                                                      |
| Bez barvy         | Nezúčastnil se (prázdné)                                                                |
| Označení          | Význam                                                                                  |
| Tučnost           | Pole position                                                                           |
| Kurzíva           | Nejrychlejší kolo                                                                       |
| †                 | Jezdec nedojel do cíle, ale byl klasifikován, protože odjel více než 90 % délky závodu. |
| ‡                 | Byl udělován poloviční počet bodů, protože bylo odjeto méně než 75 % délky závodu.      |
| Horní index       | Umístění bodujících jezdců ve sprintu                                                   |

| Rok  | Tým                | Motor          | Pneumatiky | Jezdci           | 1   | 2   | 3   | 4   | 5   | 6   | 7   | 8   | 9   | 10  | 11  | 12  | 13  | 14  | 15  | 16  | 17  | 18  | 19  | Body | Umístění |
| ---- | ------------------ | -------------- | ---------- | ---------------- | --- | --- | --- | --- | --- | --- | --- | --- | --- | --- | --- | --- | --- | --- | --- | --- | --- | --- | --- | ---- | -------- |
| 2010 | BMW Sauber F1 Team | Ferrari 056 V8 | B          |                  | BHR | AUS | MAL | CHN | ESP | MON | TUR | CAN | EUR | GBR | GER | HUN | BEL | ITA | SIN | JPN | KOR | BRA | ABU | 44   | 8. místo |
| 2010 | BMW Sauber F1 Team | Ferrari 056 V8 | B          | Pedro de la Rosa | Ret | 12  | DNS | Ret | Ret | Ret | 11  | Ret | 12  | Ret | 14  | 7   | 11  | 14  |     |     |     |     |     | 44   | 8. místo |
| 2010 | BMW Sauber F1 Team | Ferrari 056 V8 | B          | Nick Heidfeld    |     |     |     |     |     |     |     |     |     |     |     |     |     |     | Ret | 8   | 9   | 17  | 11  | 44   | 8. místo |
| 2010 | BMW Sauber F1 Team | Ferrari 056 V8 | B          | Kamui Kobajaši   | Ret | Ret | Ret | Ret | 12  | Ret | 10  | Ret | 7   | 6   | 11  | 9   | 8   | Ret | Ret | 7   | 8   | 10  | 14  | 44   | 8. místo |